# 1147 en santé et médecine
| Années de la santé et de la médecine : 1144 - 1145 - 1146 - 1147 - 1148 - 1149 - 1150    |
| Décennies de la santé et de la médecine : 1110 - 1120 - 1130 - 1140 - 1150 - 1160 - 1170 |

Cet article présente les faits marquants de l'année 1147 en santé et médecine.

## Fondations
- Fondation de l'hôpital de Pantenor, à Clamecy, par Guillaume II, comte de Nevers[1].
- Fondation d'un hôpital à Vevey, au pays de Vaud, par les chanoines du Saint-Bernard[2].
- Fondation par Roger de Fraxino, connétable du roi Étienne, de la léproserie St. James, située entre les paroisses de Seaford et de Blatchington (en) dans le Sussex en Angleterre[3].
- Une maladrerie Saint-Blaise est attestée à  Tonnerre, en Bourgogne[4].
- Une léproserie est attestée à Houdan, sur les terres de Monfort[5], établissement qui est à l'origine de l'actuel hôpital de la ville[6].
- Consécration de la chapelle léproserie de Gand par Anselme, évêque de Tournai[7].
- 1147-1148 : Mathilde de Boulogne, reine d'Angleterre, fonde St. Katharine's Hospital (en), à Londres[8].

## Personnalité
- Vers 1147 : naissance de Raoul II, comte de Vermandois qui, atteint de la lèpre, mourra sans enfants en 1167 et dont les provinces passeront aux mains de Philippe d'Alsace, comte de Flandre[9].

## Décès
- 1146 ou 1147 : Robert (né à une date inconnue), médecin de Suger, abbé de Saint-Denis[10]